# Lineae di Dione
Segue una lista delle lineae presenti sulla superficie di Dione. La nomenclatura di Dione è regolata dall'Unione Astronomica Internazionale; la lista contiene solo formazioni esogeologiche ufficialmente riconosciute da tale istituzione.
Tutte le lineae finora definite per Dione sono state successivamente riclassificate come strutture di tipo differente.
Le lineae di Dione portano i nomi di personaggi e luoghi tratti dall'Eneide di Virgilio.

## Nomenclatura abolita
| Linea          | Eponimo                                                                                                 | Latitudine | Longitudine | Diametro | Motivazione                                      |
| -------------- | --- | ---------- | ----------- | -------- | ------------------------------------------------ |
| Carthage Linea | Cartagine - Città fenicia del Nord-Africa alla cui regina, Didone, Enea narra le proprie vicissitudini. | 12,7° N    | 321,9° W    | 318 km   | Modificato in Carthage Fossae nel 2008.          |
| Padua Linea    | Padova - Città fondata dal troiano Antenore.                                                            | 20° S      | 210,7° W    | 780 km   | Modificato in Padua Chasmata nel 2008.           |
| Palatine Linea | Palatino - Uno dei sette colli di Roma.                                                                 | 50,6° S    | 305,4° W    | 645 km   | Considerata parte di Palatine Chasmata dal 2008. |